# Hans Markus Heimann
Hans Markus Heimann (* 1968 in Köln) ist ein deutscher Rechtswissenschaftler und Hochschullehrer. Er ist seit 2008 Professor für Öffentliches Recht und Staatstheorie an der Hochschule des Bundes für öffentliche Verwaltung und seit 2024 Leiter des Fachbereiches Allgemeine Innere Verwaltung.

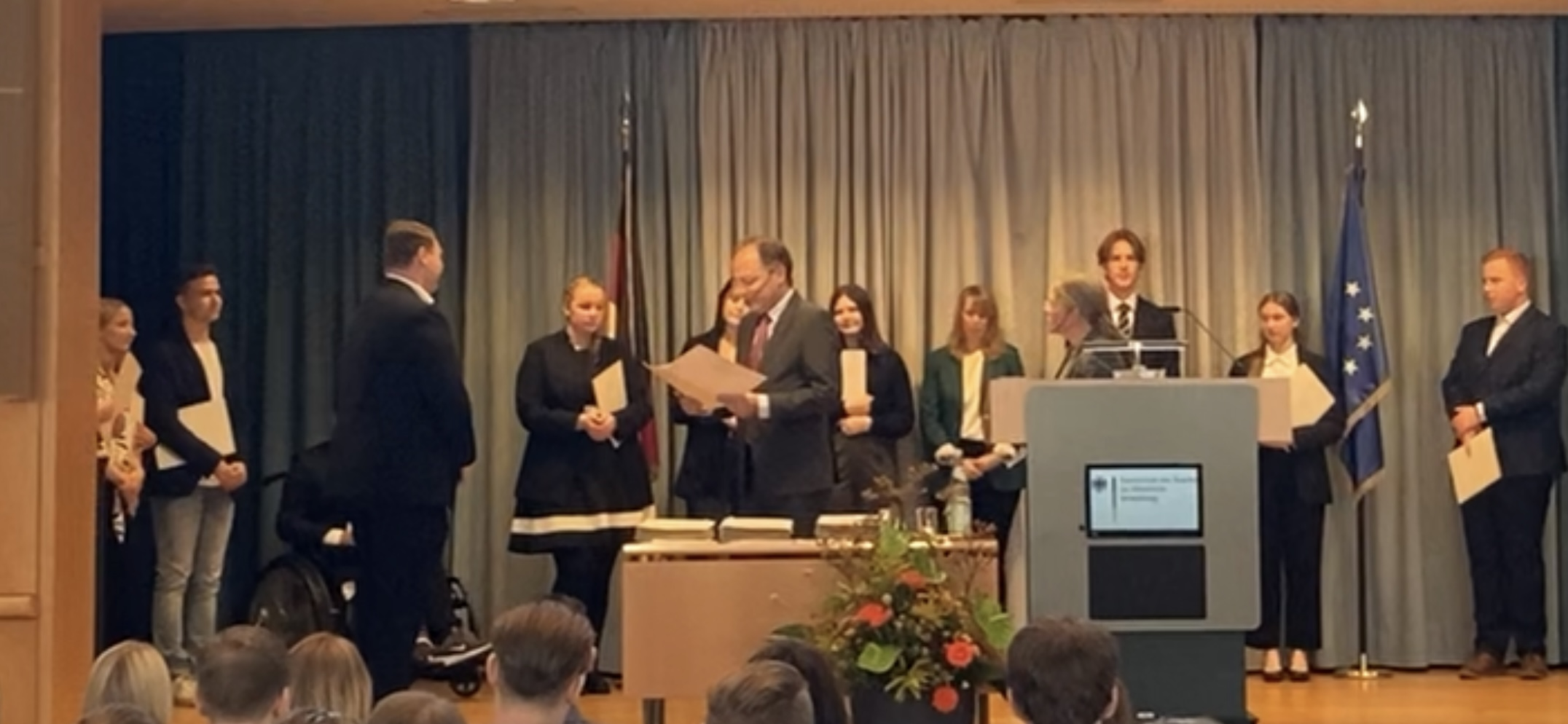
Hans Markus Heimann (Mitte) bei der Ernennung neuer Regierungsinspektoranwärter

## Leben
Nach dem Schulabschluss in Köln leistete Heimann Wehrdienst. Im Anschluss studierte er Rechtswissenschaften in Köln und Lausanne. Das Rechtsreferendariat absolvierte er in Berlin. In der Folge war er als wissenschaftlicher Assistent an der Universität Greifswald und an der Ludwig-Maximilians-Universität München tätig. Darüber hinaus arbeitete er in München als Rechtsanwalt. Nach einer Vertretungsprofessur für Öffentliches Recht an der Universität der Bundeswehr München wurde er 2008 auf seine derzeitige Professur berufen.
Zu seinen Forschungsschwerpunkten zählen Grund- und Menschenrechte sowie das Religions- und Weltanschauungsrecht.

## Schriften (Auswahl)
- Die Entstehung der Verfassungsgerichtsbarkeit in den neuen Ländern und in Berlin (= Studien zum öffentlichen Recht und zur Verwaltungslehre. Band 69). Vahlen Verlag, München 2001, ISBN 3-8006-2748-5 (Zugleich: Dissertation, Universität zu Köln, 2000/01).
- gem. m. Gregor Kirchhof und Christian Waldhoff: Verfassungsrecht und Verfassungsprozessrecht (= Beck’sches Examinatorium. Öffentliches Recht). C.H. Beck, München 2004, ISBN 3-406-51331-X (3. Auflage 2022).
- Islamischer Religionsunterricht und Integration. Lit Verlag, Berlin, Münster 2011, ISBN 978-3-643-11391-7.
- Staatsrecht II. Grundrechte. C.H. Beck, München 2013, ISBN 978-3-406-63283-9 (3. Auflage 2024).
- Deutschland als multireligiöser Staat. Eine Herausforderung. S. Fischer Verlag, Frankfurt am Main 2016, ISBN 978-3-10-002477-0.
- Quotenregelungen für die Personalauswahl im öffentlichen Dienst. Zugleich ein Beitrag zur Dogmatik des Art. 33 Abs. 2 GG (= Recht, Wissenschaft, Praxis der öffentlichen Verwaltung. Band 15). Arbeitsgemeinschaft der Verbände des höheren Dienstes (AhD), Bonn 2024, ISBN 978-3-9823364-4-2.
- Kommentierung BPersVG BeckOK, Ricken 18. Auflage § 105, Rn. 3–10